# Marc Blucas
Marcus Paul Blucas (Butler, 11 gennaio 1972) è un attore statunitense.

## Biografia
Durante l'infanzia ha vinto con la squadra della sua scuola due campionati di stato di pallacanestro. Grazie al suo impegno sportivo ha ottenuto una borsa di studio per la Wake Forest University. Ha fatto poi parte dell'Academic All-American giocando nella prima divisione e si è laureato con una tesi sulle imprese e la comunicazione. Escluso dal draft NBA, dopo la laurea ha giocato come cestista professionista per un anno nel campionato inglese e ha successivamente abbandonato l'agonismo per concentrarsi sulla recitazione.

### Carriera
Si è trasferito a Los Angeles dove ha ottenuto una parte nel film Pleasantville, del quale è stato anche consulente tecnico, occupandosi del casting, dei dialoghi sportivi e della coreografia delle scene di gioco.
Ha preso parte ad alcune produzioni televisive, come la miniserie The 60's e The Jim Valvano Story (incentrata su Jim Valvano, un ex allenatore di basket).  
Tra il 1999 e il 2002 ha interpretato il ruolo del fidanzato di Buffy (Sarah Michelle Gellar) nella serie Buffy l'ammazzavampiri.
L'attore ha partecipato a diversi lungometraggi tra i quali: Inflammable (con Kris Kristofferson), Il sogno di un'estate (con Freddie Prinze Jr.) e Una hostess tra le nuvole (con Gwyneth Paltrow).
Viene considerato un sex symbol per via delle scene ad alto contenuto erotico girate nei film Animals.

## Filmografia

### Cinema
- Eddie - Un'allenatrice fuori di testa (Eddie), regia di Steve Rash (1996)
- Dilemma, regia di Eric Larsen, Eric Louzil, Alan Smithee (1997)
- Pleasantville, regia di Gary Ross (1998)
- The Mating Habits of the Earthbound Human, regia di Jeff Abugov (1999)
- Jay & Silent Bob... Fermate Hollywood! (Jay and Silent Bob Strike Back), regia di Kevin Smith (2001)
- Il sogno di un'estate (Summer Catch), regia di Michael Tollin (2001)
- We Were Soldiers, regia di Randall Wallace (2002)
- La costa del sole (Sunshine State), regia di John Sayles (2002)
- They - Incubi dal mondo delle ombre (They), regia di Robert Harmon (2002)
- Il profumo delle campanule (I Capture the Castle), regia di Tim Fywell (2003)
- Prey for Rock & Roll, regia di Alex Steyermark (2003)
- Una hostess tra le nuvole (View from the Top), regia di Bruno Barreto (2003)
- One Flight Stand, regia di Saladin K. Patterson (2003) - cortometraggio
- Alamo - Gli ultimi eroi (The Alamo), regia di John Lee Hancock (2004)
- Una teenager alla Casa Bianca (First Daughter), regia di Forest Whitaker (2004)
- Thr3e, regia di Robby Henson (2006)
- The Killing Floor - Omicidio ai piani alti (The Killing Floor), regia di Gideon Raff (2007)
- Il club di Jane Austen (The Jane Austen Book Club), regia di Robin Swicord (2007)
- After Sex - Dopo il sesso (After Sex), regia di Eric Amadio (2007)
- Piacere Dave (Meet Dave), regia di Brian Robbins (2008)
- Animals, regia di Douglas Aarniokoski (2008)
- Stay Cool, regia di Michael Polish (2009)
- Stuntsmen, regia di Eric Amadio (2009)
- Mother and Child, regia di Rodrigo García (2009)
- Deadline, regia di Sean McConville (2009)
- Innocenti bugie (Knight and Day), regia di James Mangold (2010)
- Red State, regia di Kevin Smith (2011)
- Touchback, regia di Don Handfield (2011)
- SWOP: I sesso dipendenti (Sleeping with Other People), regia di Leslye Headland (2015)
- The Red Maple Leaf, regia di Frank D'Angelo (2016)
- Corrida, regia di Darren E. McInerney (2017) - cortometraggio
- Cell Block 99 - Nessuno può fermarmi (Brawl in Cell Block 99), regia di S. Craig Zahler (2017)
- Looking Glass - Oltre lo specchio (Looking Glass), regia di Tim Hunter (2018)

### Televisione
- Inflammable, regia di Peter Werner – film TV (1995)
- Arli$$ – serie TV, episodio 3x06 (1998)
- The '60's, regia di Mark Piznarski – film TV (1999)
- Clueless – serie TV, episodio 3x13 (1999)
- Undressed – serie TV, episodio 1x15 (1999)
- Buffy l'ammazzavampiri (Buffy the Vampire Slayer) – serie TV, 31 episodi (1999-2002)
- Dr. House - Medical Division (House, M.D.) – serie TV, episodio 3x16 (2007)
- Judy's Got a Gun – episodio pilota scartato (2007)
- Eleventh Hour – serie TV, episodio 1x01 (2009)
- Lie to Me – serie TV, episodio 2x03 (2009)
- Castle - Detective tra le righe (Castle) – serie TV, episodio 2x11 (2009)
- See Kate Run – episodio pilota scartato (2009)
- Law & Order: LA – serie TV, episodio 1x08 (2010)
- True Blue – episodio pilota scartato (2010)
- Body of Proof – serie TV, episodio 1x05 (2011)
- Terapia d'urto (Necessary Roughness) – serie TV, 29 episodi (2011-2013)
- Blue Bloods – serie TV, episodio 4x02 (2013)
- Killer Women – serie TV, 8 episodi (2014)
- Stalker – serie TV, episodio 1x08 (2014)
- CSI - Scena del crimine (CSI: Crime Scene Investigation) – serie TV, episodio 15x07 (2014)
- Limitless – serie TV, episodio 1x11 (2015)
- Underground – serie TV, 9 episodi (2016-2017)
- Notorious – serie TV, episodi 1x01-1x04 (2016)
- Consegna d'amore (The Irresistible Blueberry Farm), regia di Kristoffer Tabori – film TV (2016)
- Operation Christmas, regia di David Weaver – film TV (2016)
- Miss Christmas, regia di Mike Rohl – film TV (2017)
- Searchers, regia di Dean White – episodio pilota scartato (2017)
- Dietland – serie TV, episodi 1x04-1x05 (2018)
- La stagione dell'amore (Season for Love), regia di Jill Carter – film TV (2018)
- The Fix – serie TV, 10 episodi (2019)
- Una coppia per Natale (Good Morning Christmas!), regia di Paul Ziller – film TV (2020)
- Swagger – serie TV (2021-)
- Uno splendido errore – serie TV, 10 episodi (2023)

## Doppiatori italiani
Nelle versioni in lingua italiana dei suoi lavori, Marc Blucas è stato doppiato da:
- Francesco Bulckaen in Una teenager alla Casa Bianca, Piacere Dave, Law & Order: LA, Body of Proof, The Fix
- Massimo De Ambrosis in La stagione dell'amore, Una coppia per Natale
- Nanni Baldini in Buffy l'ammazzavampiri, Innocenti bugie
- Christian Iansante in Eleventh Hour, Castle
- Niseem Onorato in They - Incubi dal mondo delle ombre
- Massimo Lodolo in Prey for Rock 'n' Roll
- Vittorio De Angelis in Il club di Jane Austin
- Simone D'Andrea in Blue Bloods
- Enrico Chirico in Stay Cool
- Stefano Alessandroni in Cell Block 99 - Nessuno può fermarmi
- Alberto Angrisano in Looking Glass - Oltre lo specchio
- Fabio Boccanera in Dr. House - Medical Division
- Francesco Prando in Lie to Me
- Riccardo Rossi in Terapia d'urto
- Simone Mori in CSI: Scena del crimine
- Simone D'Andrea in Operation Christmas
- Giorgio Borghetti in Killer Women
- Giorgio Paoni in Swagger
- Stefano Alessandroni in Narcos: Messico